# Filottete

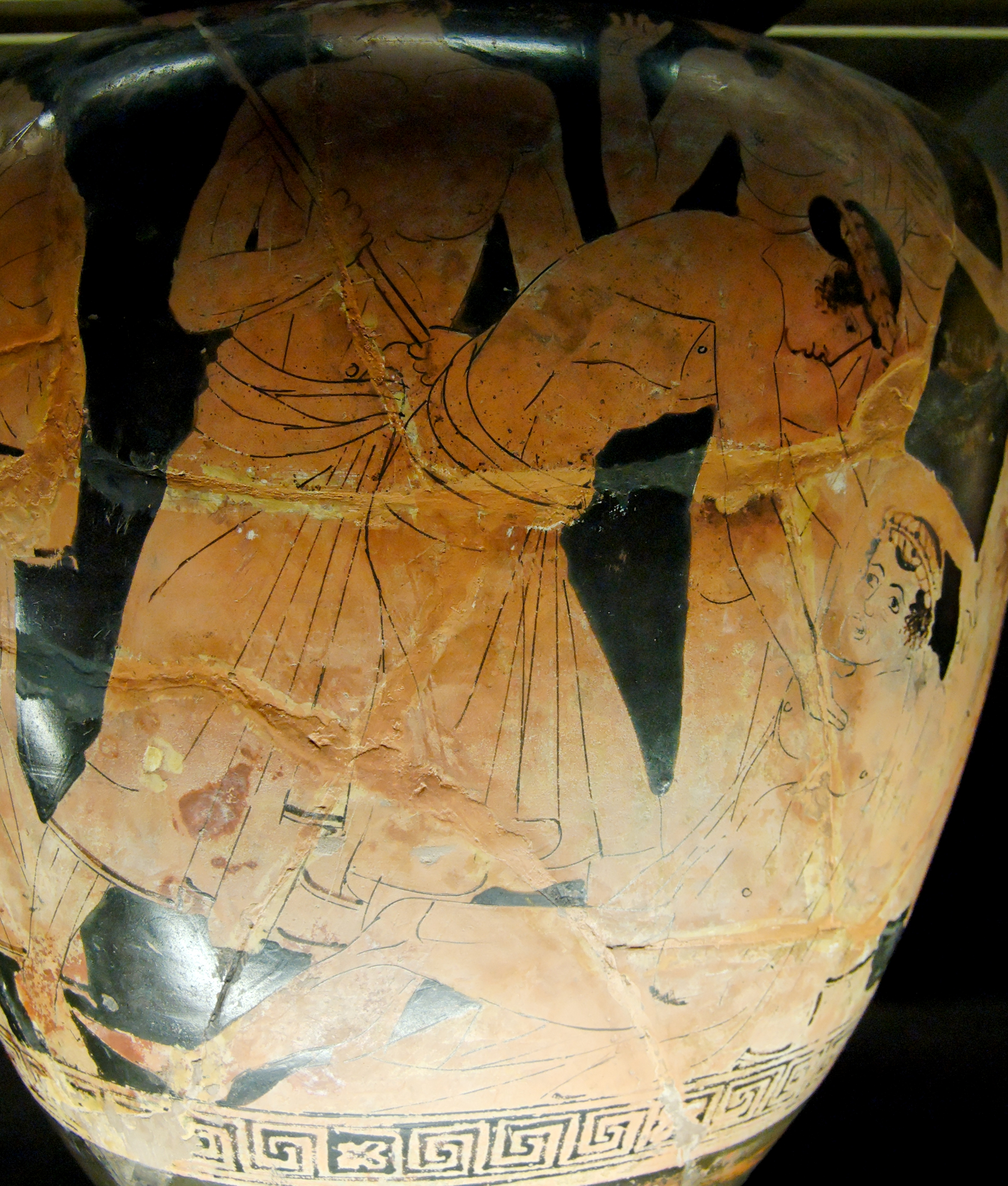
Filottete, ferito, viene abbandonato a Lemno dai Greci diretti a Troia: stamnos attico a figure rosse del 460 circa a.C. (G413, Parigi, Museo del Louvre).

Filottète (in greco antico: Φιλοκτήτης?, Philoktétēs) è una figura della mitologia greca, figlio di Peante e Demonassa o della ninfa Metone (secondo una diversa tradizione).

## Il mito

### Possessore dell'arco di Eracle
(Ulisse in Odissea, VIII, vv. 219-220)
Famoso arciere originario della penisola di Magnesia, possedeva le frecce e l'arco di Eracle, donati a lui (o al padre Peante) da Eracle stesso, che voleva in tal modo ringraziarlo per aver appiccato il fuoco alla sua pira sul monte Eta.

### Soggiorno forzato a Lemno

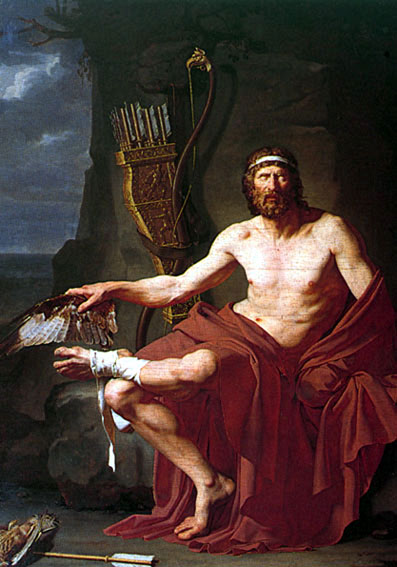
Filottete sull'isola di Lemno, opera di Jean-Germain Drouais, olio su tela, 1788, Chartres, Musée des Beaux-Arts.

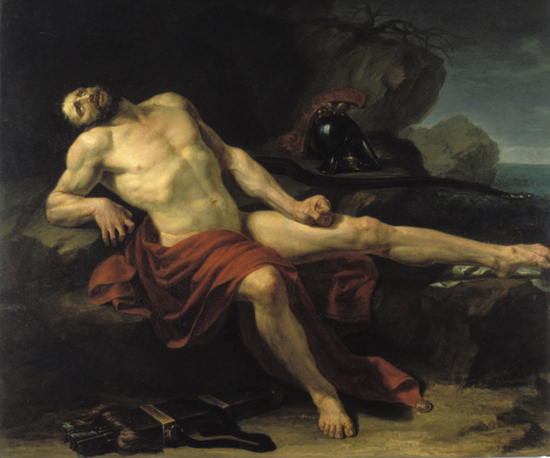
Filottete, dipinto del 1807 di Vincenzo Baldacci (Cesena, Pinacoteca Comunale).

Il Catalogo delle navi presente nell'Iliade afferma che, nella spedizione achea contro Troia, Filottete guidasse un contingente di sette navi provenienti da Metone, Taumacia, Melibea e Olizone, ognuna con cinquanta rematori abili nel tirare coll'arco.
Filottete, tuttavia, non giunse a Troia con gli altri capi: durante lo scalo, fu morso da un serpente velenoso al piede. La ferita diventò ben presto così infetta da emanare un puzzo insopportabile e Ulisse non fece alcuna fatica a convincere gli altri capi ad abbandonarlo a Lemno, quando la flotta passò vicina a questa isola.
Filottete rimase per dieci anni su quell'isola allora deserta e vi sopravvisse uccidendo uccelli con le frecce d'Eracle.

### Ambasceria greca a Lemno
Durante il decimo anno della guerra di Troia gli Achei ricevettero una profezia secondo la quale non avrebbero mai conquistato Troia se Neottolemo ed il possessore dell'arco e delle frecce di Eracle (cioè Filottete) non avessero combattuto con loro.
Quasi tutte le fonti attribuiscono la profezia all'indovino troiano Eleno; fa eccezione Quinto Smirneo, il quale, adottando una versione marginale del mito (riportata solo dall'epitome dello Pseudo-Apollodoro) attribuisce la profezia a Calcante, che nel suo poema ha il ruolo fisso di "consigliere e indovino 'ufficiale' degli Achei".
Ulisse partì dunque in ambasciata verso Lemno, accompagnato da Neottolemo e Diomede, e convinse Filottete ad unirsi a loro promettendogli la cura dei figli d'Asclepio, i medici delle schiere greche.

### Imprese nella guerra di Troia
Si attribuiscono all'arciere molti meriti in guerra; le sue stragi furono considerevoli e le sue vittime davvero eccellenti. Igino riferisce che l'eroe uccise tre avversari. Secondo altre fonti egli uccise il troiano Admeto, come ci tramanda Pausania, e poi altri guerrieri troiani, Deioneo, Peiraso e Medonte, figlio di Antenore. Secondo alcuni autori, sarebbe stato lui ad uccidere con le sue frecce Acamante, figlio di Antenore, fino a segnare le sorti della guerra, uccidendo Paride.

### Dopo la guerra di Troia
Nell'Odissea Nestore narra che Filottete fu tra coloro che, finita la guerra, tornarono felicemente in patria.
Secondo tradizioni posteriori, invece, fu scacciato dalla patria (Melibea in Tessaglia) in seguito ad un’insurrezione e, venuto in Calabria lungo la costa a nord di Crotone, fondò i centri di Krimisa, Petelia, Macalla e Chone, facendo costruire un tempio a Cirò Marina dedicato ad Apollo, l'antica Krimisa, ove depose l'arco e le frecce di Herakles.
Controversa è la sua morte. I Sibariti, poiché Filottete veniva sentito come eroe proprio al quale si facevano risalire le origini della città, lo presentano come morto in combattimento contro i barbari presso Sibari. La principale tradizione vuole, invece, che l'eroe, dopo aver operato nella Crotoniatide, tra Krimisa e il Neto, sia morto combattendo per mano degli Ausoni Pelleni, popolazione achea già presente nella zona del Neto, in difesa dei Rodii che volevano stanziarsi nell’Italia meridionale.

## Fonti
Le principali fonti antiche in cui fu narrato il mito di Filottete sono:
- nell'ambito della poesia epica la Piccola Iliade (perduta) e, in età tardo-antica, i Posthomerica di Quinto Smirneo;
- nell'ambito della lirica la Pitica I di Pindaro e un ditirambo di Bacchilide (perduto);
- nell'ambito della tragedia attica il Filottete di Eschilo (perduto), il Filottete e il Filottete a Troia (perduto) di Sofocle e il Filottete di Euripide (perduto, tranne che per il prologo, conservato da Dione Crisostomo nell'orazione 59); i tre Filottete vengono confrontati nell'orazione 52 di Dione Crisostomo;
- nell'ambito delle opere mitografiche in prosa l'Eroico di Lucio Flavio Filostrato e la Biblioteca dello Pseudo-Apollodoro.